# Селекция растений
Селе́кция расте́ний — совокупность методов создания сортов и гибридов растений с нужными человеку свойствами, которые повышают урожайность и качество культур.
Селекция растений успешно практикуется человеком на протяжении тысяч лет, с самого начала человеческой цивилизации. Используется по всему миру как отдельными людьми: садоводами, фермерами, так и профессиональными селекционерами в организациях, университетах и исследовательских центрах.
По мнению международных агентств развития, важное значение имеет выведение новых сортов сельскохозяйственных культур, имеющих высокую урожайность, устойчивых к болезням, засухам и адаптированных к региональным условиям выращивания.

## Общие сведения
Научная селекция растений в России началась по инициативе профессора В.Р.Вильямса на открытой в 1903 году профессором Д.Л.Рудзинским Селекционной станции при Московском сельскохозяйственном институте (впоследствии - Селекционная станция имени П.И.Лисицына, Селекционно-генетическая станция им. П.И.Лисицына, сейчас – лаборатория селекции и семеноводства полевых культур в РГАУ – МСХА им.К.А.Тимирязева). Сотрудники, в разное время учившиеся или работавшие на Селекционной станции, заложили научную и организационную основу генетики, селекции и семеноводства страны - Н.И.Вавилов, Л.П.Бреславец, С.И.Жегалов, П.И.Лисицын, П.Н.Константинов, А.Г.Лорх, Г.Д.Карпеченко, К.И.Пангало, Е.Н.Синская, Н.Д.Матвеев, Н.Н.Тимофеев, В.В.Квасников, А.С.Татаринцев, И.Н.Свешникова, А.В.Алпатьев, С.П.Агапов, Е.М.Попова, А.Н.Лутков, А.Р.Жебрак, Т.Д.Лысенко, В.Н.Столетов, Э.Д.Неттевич, В.С,Шевелуха, Б.И.Сандухадзе, Л.А.Беспалова и многие др.
Основные методы селекции растений — массовый и индивидуальный отбор, внутривидовая и отдалённая гибридизация, инбридинг, полиплоидия и экспериментальный мутагенез. Для перекрёстно опыляемых растений применяют массовый отбор особей с желаемыми свойствами. В противном случае невозможно получить материал для дальнейшего скрещивания. Таким образом получают, например, новые сорта ржи. Эти сорта не являются генетически однородными. Если же желательно получение чистой линии — то есть генетически однородного сорта, то применяют индивидуальный отбор, при котором путём самоопыления получают потомство от одной единственной особи с желательными признаками. Таким методом были получены многие сорта пшеницы, капусты и т. д.
Для закрепления полезных наследственных свойств необходимо повысить гомозиготность нового сорта. Иногда для этого применяют самоопыление перекрёстноопыляемых растений. При этом могут фенотипически проявиться неблагоприятные воздействия рецессивных генов. Основная причина этого — переход многих генов в гомозиготное состояние. У любого организма в генотипе постепенно накапливаются неблагоприятные мутантные гены. Они чаще всего рецессивны и фенотипически не проявляются. Но при самоопылении они переходят в гомозиготное состояние, и возникает неблагоприятное наследственное изменение. В природе у самоопыляемых растений рецессивные мутантные гены быстро переходят в гомозиготное состояние, и такие растения погибают, выбраковываясь естественным отбором.
Несмотря на неблагоприятные последствия самоопыления, его часто применяют у перекрёстноопыляемых растений для получения гомозиготных («чистых») линий с нужными признаками. Это приводит к снижению урожайности. Однако затем проводят перекрёстное опыление между разными самоопыляющимися линиями и в результате в ряде случаев получают высокоурожайные гибриды, обладающие нужными селекционеру свойствами. Это метод межлинейной гибридизации, при котором часто наблюдается эффект гетерозиса: гибриды первого поколения обладают высокой урожайностью и устойчивостью к неблагоприятным воздействиям. Гетерозис характерен для гибридов первого поколения, которые получаются при скрещивании не только разных линий, но и разных сортов и даже видов. Эффект гетерозиготной (или гибридной) мощности бывает сильным только в первом гибридном поколении, а в следующих поколениях постепенно снижается. Основная причина гетерозиса заключается в устранении в гибридах вредного проявления накопившихся рецессивных генов. Другая причина — объединение в гибридах доминантных генов родительских особей и взаимное усиление их эффектов.
В селекции растений широко применяется экспериментальная полиплоидия, так как полиплоиды отличаются быстрым ростом, крупными размерами и высокой урожайностью. В сельскохозяйственной практике широко используются триплоидная сахарная свёкла, четырёхплоидный клевер, рожь и твёрдая пшеница, а также шестиплоидная мягкая пшеница. Получают искусственные полиплоиды при помощи химических веществ, которые разрушают веретено деления, в результате чего удвоившиеся хромосомы не могут разойтись, оставаясь в одном ядре. Одно из таких веществ — колхицин. Применение колхицина для получения искусственных полиплоидов является одним из примеров искусственного мутагенеза, применяемого при селекции растений.
Путём искусственного мутагенеза и последующего отбора мутантов были получены новые высокоурожайные сорта ячменя и пшеницы. Этими же методами удалось получить новые штаммы грибов, выделяющие в 20 раз больше антибиотиков, чем исходные формы. В начале XXI века в мире культивируют более 2250 сортов сельскохозяйственных растений, созданных при помощи физического и химического мутагенеза. Это сорта 175 видов растений, включая сорта пшеницы, рапса, кукурузы, ячменя, сои, риса, томатов, подсолнечника, хлопчатника, яблок, грейпфрута, бананов, декоративных растений. Эти сорта широко культивируются в Европе, Азии, Северной и Южной Америках и Австралии.
При создании новых сортов при помощи искусственного мутагенеза исследователи используют закон гомологических рядов Н. И. Вавилова. Организм, получивший в результате мутации новые свойства, называют мутантом. Большинство мутантов имеет сниженную жизнеспособность и отсеивается в процессе естественного отбора. Для эволюции или селекции новых пород и сортов необходимы те редкие особи, которые имеют благоприятные или нейтральные мутации.
К одному из достижений современной генетики и селекции относится преодоление бесплодия межвидовых гибридов. Впервые это удалось сделать Г. Д. Карпеченко при получении капустно-редечного гибрида. В результате отдалённой гибридизации было получено новое культурное растение — тритикале — гибрид пшеницы с рожью. Отдалённая гибридизация широко применяется в плодоводстве.

## Риски
Селекционеры ведут слабый контроль за безопасностью получаемых сортов и гибридов. Например, сорт картофеля Lenape, полученный в 1960-х, содержал в несколько раз больше токсичного соланина, чем обычные сорта.
В процессе одомашнивания и последующей селекции закреплялись не только положительные свойства. В частности, кукуруза при селекции снизила содержание жиров после распространения мутантного варианта гена DGAT1-2.